# 2. razred NP Vinkovci 1958./59.
Drugi razred Nogometnog podsaveza Vinkovci je predstavljalo treći, odnosno najniži stupanj natjecanja u podsavezu i bio je podijeljen u 4 grupe. Prvaci grupa bi bili promovirani u 1. razred Nogometnog podsaveza. Sezona 1958./59. je bila posljednja u ovom formatu, nakon koje su Prvi i drugi razred objedinjeni u Grupno prvenstvo NP Vinkovci.

## Tablice

### 1. grupa
| Mj. | Klub                 | Sus. | Pobj. | Ner. | Por. | GR.  | Bod. |
| --- | -------------------- | ---- | ----- | ---- | ---- | ---- | ---- |
| 1.  | NK Borac Drenovci    | 4    | 3     | 0    | 1    | 12:5 | 6    |
| 2.  | NK Krajišnik Vrbanja | 4    | 1     | 1    | 2    | 5:6  | 3    |
| 3.  | NK Sremac Strošinci  | 4    | 1     | 1    | 2    | 5:11 | 3    |

### 2. grupa
| Mj. | Klub                    | Sus. | Pobj. | Ner. | Por. | GR.   | Bod. |
| --- | ----------------------- | ---- | ----- | ---- | ---- | ----- | ---- |
| 1.  | NK Slavonac Gradište    | 10   | 6     | 4    | 0    | 30:16 | 16   |
| 2.  | NK Radnički Cerna       | 10   | 6     | 1    | 3    | 24:14 | 13   |
| 3.  | NK Mladost Vođinci      | 10   | 4     | 2    | 4    | 25:23 | 10   |
| 4.  | NK Sloga Novi Mikanovci | 10   | 3     | 2    | 5    | 22:31 | 8    |
| 5.  | NK Sloga Štitar         | 10   | 4     | 0    | 6    | 23:23 | 8    |
| 6.  | NK Borac Retkovci       | 10   | 2     | 1    | 7    | 14:31 | 5    |

### 3. grupa
| Mj. | Klub                     | Sus. | Pobj. | Ner. | Por. | GR.   | Bod. |
| --- | ------------------------ | ---- | ----- | ---- | ---- | ----- | ---- |
| 1.  | NK Bratstvo Podgrađe     | 8    | 8     | 0    | 0    | 35:12 | 16   |
| 2.  | NK Sloga Nijemci         | 8    | 6     | 0    | 2    | 24:14 | 12   |
| 3.  | NK Mladost Privlaka      | 8    | 3     | 0    | 5    | 20:19 | 6    |
| 4.  | LSK Lipovac              | 8    | 2     | 0    | 6    | 10:23 | 4    |
| 5.  | NK Polet Donje Novo Selo | 8    | 1     | 0    | 7    | 11:32 | 2    |

### 4. grupa
| Mj. | Klub                  | Sus. | Pobj. | Ner. | Por. | GR.   | Bod. |
| --- | --------------------- | ---- | ----- | ---- | ---- | ----- | ---- |
| 1.  | NK Sremac Bogdanovci  | 6    | 5     | 0    | 1    | 21:6  | 10   |
| 2.  | NK Meteor Slakovci    | 6    | 4     | 0    | 2    | 20:12 | 8    |
| 3.  | NK Hajduk Tovarnik    | 6    | 2     | 0    | 4    | 11:15 | 4    |
| 4.  | NK Vidor Sremske Laze | 6    | 1     | 0    | 5    | 7:26  | 2    |